# 1895

## Esdeveniments
Països Catalans
- 24 de març - Barcelona: Es crea la Biblioteca Pública Arús, amb 25.000 volums, complint l'encàrrec testamentari de Rossend Arús.

Resta del món
- 9 de febrer - Holyoke (Massachusetts, EUA) - William G. Morgan crea el voleibol.
- 16 de maig - La Haia (Països Baixos): se signa el Tractat de la Haia de 1895 pel qual s'estableixen les fronteres de les colònies a l'illa de Nova Guinea.
- 24 de maig - Taiwan: Es proclama la República de Formosa, que serà conquerida pels japonesos el 21 d'octubre del mateix any.
- 1 de juliol - Àfrica oriental: el govern britànic va declarar el protectorat d'Àfrica Oriental Britànica (British East Africa Protectorate), sota administració del Foreign Office fins al 1905 (Uganda fins al 1903).
- Pablo Picasso arriba a Barcelona.[2]
- Els germans Lumière creen el cinematògraf, iniciant així la història del cinema.

## Naixements
Països Catalans
- 3 de gener, Mataró, Maresme: Josep Pascual i Vila, químic català.
- 23 de febrer, Barcelona: Rosa Torras i Buxeda, tennista catalana, primera tennista olímpica espanyola (m. 1986).[3]
- 27 de febrer, Callosa d'En Sarria, Marina Baixa: Rodolf Llopis Ferrándiz, pedagog, periodista i politic alacantí.
- 7 d'abril, Vilanova i la Geltrú, Garraf: Eduard Toldrà i Soler, compositor català.
- 12 de juny, València: Elena Sorolla i García, pintora valenciana.[4]
- 20 de juny, Palma, Mallorca: Emili Darder i Cànaves, polític mallorquí, darrer batle republicà de Palma.
- 27 d'agost, València, l'Horta: Enric Duran i Tortajada, poeta i dramaturg valencià.
- 21 de setembre, Barcelona: Palmira Jaquetti i Isant, poetessa, folklorista, compositora i traductora catalana (m. 1963).[5]
- 28 de novembre, València, l'Horta: Josep Iturbi Bàguena, pianista, compositor i director d'orquestra valencià.
- 3 de desembre:
  - Barcelona, Barcelonès: Conxita Supervia, mezzosoprano catalana.[6]
  - Torregrossa, Pla d'Urgell: Miquel Curcó i Rubió, dirigent obrer català.

Resta del món
- 7 de gener, Bucarest, Romania: Clara Haskil, pianista romanesa jueva (m. 1960).[7]
- 10 de febrer, 
  - Ourense, Galícia: Emilio Novoa González, radiotelegrafista i polític gallec, governador civil durant la Segona República Espanyola.
  - New Brighton, Nova York: Mabel Normand, actriu estatunidenca de cinema mut, guionista, directora i productora.[8]
- 26 de febrer, Weißenhorn, Imperi Alemany: Claire Bauroff, ballarina, coreògrafa, professora, actriu, model i escriptora alemanya (m. 1984).[9]
- 28 de febrer, Aubanha, França: Marcel Pagnol, director de cinema i escriptor occità d'expressió francesa.(m. 1974)[10]
- 3 de març, Oslo, Noruega: Ragnar Frisch, economista noruec, Premi Nobel d'Economia de 1969 (m. 1973)[11]
- 13 de març, Dvinsk, Imperi Rus: Aleksandr Kononov, escriptor soviètic d'origen letó.
- 28 de març, Villamanínː Ángela Ruiz Robles, mestra, escriptora i inventora del primer llibre electrònic (m. 1975).[12]
- 1 d'abril, Memphis, EUA: Alberta Hunter, cantant de jazz estatunidenca (m. 1984)[13]
- 5 d'abril, Sátoraljaújhely, Hongria: Ella Némethy, mezzosoprano hongaresa (m. 1961).[14]
- 20 d'abril, París, França: Henry de Montherlant, escriptor francès (m. 1972)[10]
- 28 d'abril, Parísː Edmée de La Rochefoucauld, dona de lletres francesa, escriptora i filòsofa (m. 1991).[15]
- 29 d'abril, Ashford, Anglaterra: Malcolm Sargent, director d'orquestra i músic anglès (m. 1967).[16]
- 3 de maig, Lió, França: Gabriel Chevallier, escriptor francès.
- 18 de maig, Niquinohomo (Nicaragua): Augusto César Sandino, líder de la resistència nicaragüenca contra l'exèrcit estatunidenc a Nicaragua (m. 1934).[17]
- 21 de maig, Jiquilpan, Michoacán (Mèxic): Lázaro Cárdenas del Río, polític mexicà, President de Mèxic. (m. 1970)[17]
- 26 de maig, Hoboken, EUA: Dorothea Lange, fotoperiodista documental estatunidenca.[18]
- 12 de maig:
  - Niagara Falls, Canadà: William Francis Giauque, químic estatunidenc, Premi Nobel de Química de 1949 (m. 1982).[19]
  - Madanapaḷḷi, Chennai (Índia): Jiddu Krishnamurti, filòsof (m. 1986).
- 30 de maig, Budapest, Hongria: Jelly d'Aranyi, compositora i violinista hongaresa nacionalitzada anglesa (m. 1966).[20]
- 4 de juny, Mordano (Itàlia): Dino Grandi, 1r comte de Mordano, advocat, polític i diplomàtic italià, ministre d'Afers Exteriors, ministre de Justícia i ambaixador a Londres durant l'època de la Itàlia feixista (m. 1988).[17]
- 11 de juny, Nijni Nóvgorod, Rússia: Nikolai Bulganin, militar i polític rus (m. 1975).[17]
- 17 de juny, Lafayette, EUA: Louise Fazenda, actriu còmica estatunidenca.[21]
- 2 de juliol, Múnic, Imperi Alemany: Hans Beimler, polític i milicià comunista alemany, militant de les Brigades Internacionals.
- 8 de juliol, Vladivostok, Imperi Rus: Ígor Tamm, físic soviètic, Premi Nobel de Física de 1958 (m. 1971)[22]
- 10 de juliol, Múnic (Alemanya): Carl Orff, compositor alemany (m. 1982).
- 12 de juliol, 
  - Hamar, Noruega: Kirsten Flagstad, cantant noruega, una de les millors sopranos wagnerianes del s. XX (m.1962).[23]
  - Milton, EUA: Richard Buckminster Fuller, Bucky, dissenyador, arquitecte, inventor i escriptor estatunidenc (m. 1983).[24]
- 18 de juliol, Rostov del Donː Olga Spesívtseva, cèlebre ballarina russa (m. 1991).[25]
- 20 de juliol, Bácsborsard (Imperi Austrohongarès): László Moholy-Nagy, fotògraf i pintor hongarès.[24]
- 24 de juliol, Wimbledon, Anglaterra: Robert Graves, poeta i novel·lista anglès.
- 7 d'agost, Estocolm: Sonja Johnsson, nedadora sueca que va competir als Jocs Olímpics d'Estiu de 1912 (m. 1986).[26]
- 24 de setembre, París, França: André Frédéric Cournand, metge estatunidenc d'origen francès.
- 4 d'octubre:
  - Bakú, Azerbaidjan: Richard Sorge, periodista i espia soviètic de nacionalitat alemanya (m. 1944).[27]
  - Picqua, Estats Units: Buster Keaton, actor estatunidenc (m. 1966).[28]
- 8 d'octubre, Oosterbeek, Renkum: Adriana Johanna Haanen, pintora neerlandesa (n. 1814).[29]
- 17 d'octubre, Oak Park, EUA: Doris Humphrey, coreògrafa i ballarina estatunidenca (m. 1958).[30]
- 20 d'octubre, Saint-Denis, París: Pierre Robert Piller, més conegut com a Gastón Leval, anarcosindicalista i historiador francès.[31]
- 30 d'octubre:
  - Lagow, Imperi Alemany: Gerhard Domagk, patòleg i bacteriòleg alemany, premi Nobel de Medicina o Fisiologia de 1939 (m. 1964).[32]
  - Orange, EUA: Dickinson W. Richards, metge estatunidenc, premi Nobel de Medicina o Fisiologia de 1956 (m. 1973).[33]
- 16 de novembre, Hanau, Imperi Alemany: Paul Hindemith, compositor alemany (m. 1963).[34]
- 25 de novembre, Arcueil: Adrienne Bolland, aviadora, pilot de proves francesa, primera dona a travessar els Andes en un avió.[35]
- 3 de desembre, Viena: Anna Freud, psicoanalista, fundadora de la psicoanàlisi en els nadons (m. 1982).[36]
- 9 de desembre, Gallarta, Abanto-Zierbena, País Basc: Dolores Ibárruri Gómez, la Pasionaria, dirigent obrera espanyola.[37]
- 13 de desembre, Madridː Lucía Sánchez Saornil, poeta, anarquista i feminista espanyola.[38]
- 14 de desembre, Sandringham, Anglaterra: Jordi VI del Regne Unit, rei del Regne Unit de la Gran Bretanya i d'Irlanda del Nord, emperador de l'Índia i últim rei d'Irlanda.
- 30 de desembre, Madrid, Espanya: José Bergamín Gutiérrez, escriptor espanyol.
- Villamanín, Espanya: Ángela Ruiz Robles, mestra, escriptora i inventora, precursora del llibre electrònic.

## Necrològiques
Països Catalans
- 18 de gener, Barcelona: Noel Clarasó i Serrat, escriptor català.
- 2 d'abril, Barcelonaː Isabel Ventosa i Roig, religiosa fundadora de la congregació de les Darderes (n. 1834).[39]
- 25 de maig, Tarragona: Josep Yxart i de Moragas, crític literari català (n. 1852).[40]
- 4 de juliol, Barcelona: Frederic Soler i Hubert, Serafí Pitarra, dramaturg, poeta i empresari teatral català.[41]
- 7 de juliol, Barcelona: Josep Oriol Mestres i Esplugas, arquitecte i pessebrista català.

Resta del món
- 4 de gener, Madrid, Espanya: Manuel Pavía y Rodríguez de Alburquerque, militar espanyol.
- 10 de gener, Canes, Occitània: Benjamin Godard, compositor francès.
- 26 de gener, Cambridge, Anglaterra: Arthur Cayley, matemàtic anglès.
- 2 de març, París, França: Berthe Morisot, pintora impressionista francesa.[42]
- 6 de març, Kristiania: Camilla Collett, escriptora noruega introductora del realisme i primera intel·lectual feminista del país (n. 1813).[43]
- 9 de març, Boston: Rebecca Lee Crumpler, primera metgessa afroamericana als Estats Units (n. 1831).[44]
- 13 de març, Leipzig: Louise Otto-Peters, escriptora alemanya, una de les fundadores del feminisme alemany (n. 1819).[45]
- 19 de març, Villamanrique de Tajo, Madrid: Faustina Sáez de Melgar, escriptora i periodista espanyola (n. 1834).[46]
- 24 de març, Estocolm: Bertha Valerius, fotògrafa pionera i pintora sueca (n. 1824).[47]
- 19 de maig, Dos Ríos, Cuba: José Martí Pérez, «L'apòstol», fou un polític, periodista, filòsof, poeta i maçó cubà d'origen valencià, creador del Partit Revolucionari Cubà (n. 1853).[48]
- 31 de maig, Manchesterː Emily Faithfull, impressora i editora de premsa, militant britànica pels drets de les dones.[49]
- 27 de juny, Ström: Sophie Adlersparre, activista sueca pels drets de les dones (n. 1823).[50]
- 29 de juny, Eastbourne, Anglaterra: Thomas Henry Huxley, biòleg anglès.
- 4 d'agost, Madrid, Espanya: Josep Bosch i Carbonell, empresari i polític català.
- 5 d'agost, Londres, Anglaterra: Friedrich Engels, filòsof i revolucionari alemany.[48]
- 24 d'agost, Nanga Parbat, Pakistan: Albert Mummery, alpinista i economista anglès.
- 29 d'agost, Viana, Espanya: Francisco Navarro Villoslada, escriptor i polític espanyol.
- 19 de setembre, La Haia, Països Baixos: Gerardina Jacoba van de Sande Bakhuyzen, pintora neerlandesa (n. 1827).[51]
- 21 de setembre, Djursholm, Suècia: Viktor Rydberg, escriptor suec, membre de l'Acadèmia Sueca.
- 25 de setembre, Riga, Letònia: Eduard Mertke, pianista i compositor letó.
- 28 de setembre, 
  - Villeneuve-l'Étang, Marnes-la-Coquette, França: Louis Pasteur, químic francès (n. 1822).[52]
  - Váchartyán, Hongriaː Pálné Veresː mestra hongaresa defensora de l'educació de les dones.[53]
- 8 d'octubre, Buenos Aires, Argentina: Marta Lynch, escriptora argentina (n. 1925).
- 24 d'octubre, Amsterdam, Països Baixos: Meijer de Haan, pintor neerlandès.